# Jindřich Hudeček
Jindřich Hudeček (Hudy, * 26. února 1964 Děčín) je český horolezec, motocyklový a automobilový závodník a zakladatel společnosti HUDYsport. V 80. letech byl členem československého reprezentačního alpinistického družstva.

## Biografie
V roce 1982 Jindřich Hudeček poprvé vyjel lézt do zahraničí, aby zdolal severní stěnu Triglavu kombinací Peterneliho a Čopovej cesty. O rok později vylezl v národním parku Yosemite sólo 1000 metrů vysokou stěnu El Capitan legendární cestou The Nose. V roce 1987 se zúčastnil expedice na Mount Everest, která skončila v 8300 metrech. Když Hudeček skončil s alpinismem, začal se věnovat sportovnímu lezení na skalách. Na závodech Světového poháru se umisťoval do 6. místa a v celkovém žebříčku Světového poháru do 10. místa, v letech 1989 a 1990 z jednotlivých závodů přivezl první dvě české medaile (stříbrnou a bronzovou). Výsledky Hudečkovi přinesly pozvání na prestižní závod Rock Master v italském městě Arco.
V roce 1990 Jindřich Hudeček přezdívaný „Hudy“ založil firmu HUDYsport, která obchoduje s outdoorovým vybavením. Současná podoba společnosti HUDYsport sestává ze 38 maloobchodních franšízových prodejen v Česku a Slovensku. Vlastní také obchod s motocykly Ducati a automobily Alfa Romeo, lezeckou firmu Rock Empire a má podíl ve firmě Direct Alpine. V roce 1993 začal Jindřich Hudeček jezdit závody na silničních motocyklech a později i v automobilech. Účastnil se závodů 24 hodin Le Mans, Mistrovství světa a Mistrovství České republiky, na kterém desetkrát zvítězil.
V roce 1995 vydal Heinz Zak knihu Rock Stars, kde je Jindřich Hudeček mezi nejlepšími skalními lezci světa jako jediný český lezec. V roce 2007 se Jindřich Hudeček objevil v dokumentárním filmu The Sharp End, zaměřující se na vývoj horolezectví.

## Vybrané výstupy
- 1982 – zimní prvovýstup severní stěnou Triglavu
- 1982 – Direct Superlative, první RP přelez cesty
- 1983 – Yosemite Valley, sólo výstup na El Capitan
- 1985 – výstup roku za dvě pískovcové cesty se Stanislavem Šilhánem
  - Ohne Angst, Xa RP, Hohe Wand, Schmilka, Sasko
  - Rákoska, IXc-Xa, S stěna, Pavlač, Klokočí, Český ráj[7]
- 1986 – sólový prvovýstup Yerupaja
- 1987 – expedice na Mt. Everest
- 2011 – Compressor Route, Cerro Torre s Michalem Brunnerem a Stanislavem Stepanem
- 2011 – Kalifornská cesta, Fitz Roy s Michalem Brunnerem a Stanislavem Stepanem
- 2015 – Invisible Line (400 m, 7a, A1), Aguja Poincenot (3002 m n. m.) prvovýstup s Michalem Brunnerem,[8] – čestné uznání za Výstup roku 2015 v kategorii Hory pod 6000 m n. m.[9]

## Závodní výsledky
| Světový pohár | Světový pohár | Světový pohár | Světový pohár            |
| Rok           | 1989          | 1990          | 1991                     |
| ------------- | ------------- | ------------- | ------------------------ |
| Obtížnost     | ?             | ?             | 24                       |
| jednotlivě    | ,,,,,,        | ,,,,,         | -,-,11,41-45,29-31,10-16 |

Poznámka: nalevo jsou poslední závody v roce
Pozn.: Další starší výsledky na stránkách IFSC nejsou zpracované, reference viz horolezecké časopisy

### Filmografie
- Nick Rosen, Peter Mortimer: The Sharp End (USA, 2007, 64 min)
- Michal Brunner: Neviditelná linie (Česko, 2014, 12 minut)